# Iglesia del Arcángel Miguel (Bakú)
La Iglesia del Arcángel Miguel (en azerí: Mixayil Arxangel kilsəsi, en ruso: Михайло-Архангельский храм) o Flotskaya (Iglesia de la Flota) es una iglesia ortodoxa rusa en el centro de la ciudad de Bakú, la capital de Azerbaiyán, localizada justo en la calle Zargarpalan. La iglesia está dedicada a San Miguel Arcángel. La iglesia es atendida por Igumen Serafim (Bideyev), sacerdotes y diácono.
La iglesia solía estar entre el grupo de iglesias militares y pertenecía a la flotilla del Caspio por eso fue llamada "Flotskaya". Aunque la fecha exacta de la fundación de la iglesia no se conoce, la fecha aproximada es 1850, tal como se describe en los escritos de El "Kavkaz" (Cáucaso) periódico publicado en 1855.